# Challenge League 2008-2009
La Lega Nazionale B 2008-2009, campionato svizzero di seconda serie, si concluse con la vittoria del FC San Gallo.

## Squadre partecipanti
| Club              | Stagione | Città             | Stadio                         | Stagione precedente                 |
| ----------------- | -------- | ----------------- | ------------------------------ | ----------------------------------- |
| Bienne            | dettagli | Bienne            | Gurzelen                       | 1º posto nel gruppo 2 di Prima Lega |
| Concordia Basilea | dettagli | Basilea           | Stadion Rankhof                | 7º posto in Challenge League        |
| Gossau            | dettagli | Gossau            | Sportanlage Buechenwald        | 11º posto in Challenge League       |
| La Chaux-de-Fonds | dettagli | La Chaux-de-Fonds | Stadio di la Charrière         | 12º posto in Challenge League       |
| Locarno           | dettagli | Locarno           | Stadio del Lido                | 14º posto in Challenge League       |
| Losanna           | dettagli | Losanna           | Stade Olympique de la Pontaise | 13º posto in Challenge League       |
| Lugano            | dettagli | Lugano            | Stadio di Cornaredo            | 9º posto in Challenge League        |
| San Gallo         | dettagli | San Gallo         | AFG Arena                      | 9º posto in Super League            |
| Sciaffusa         | dettagli | Sciaffusa         | Stadion Breite                 | 6º posto in Challenge League        |
| Servette          | dettagli | Ginevra           | Stade de Genève                | 8º posto in Challenge League        |
| Stade Nyonnais    | dettagli | Nyon              | Centre sportif de Colovray     | 1º posto nel gruppo 1 di Prima Lega |
| Thun              | dettagli | Thun              | Stadion Lachen                 | 10º posto in Super League           |
| Wil               | dettagli | Wil               | Stadion Bergholz               | 3º posto in Challenge League        |
| Winterthur        | dettagli | Winterthur        | Stadion Schützenwiese          | 5º posto in Challenge League        |
| Wohlen            | dettagli | Wohlen            | Stadion Niedermatten           | 4º posto in Challenge League        |
| Yverdon           | dettagli | Yverdon-les-Bains | Stade Municipal                | 10º posto in Challenge League       |

## Allenatori e primatisti
| Squadra           | Allenatore                                                            | Giocatore più presente (tra parentesi il numero delle presenze)    | Capocannoniere (tra parentesi il numero dei gol segnati) |
| ----------------- | --------------------------------------------------------------------- | ------------------------------------------------------------------ | -------------------------------------------------------- |
| Bienna            | Philippe Perret                                                       | Yanick Heiniger (29)                                               | Franck Madou (17)                                        |
| Concordia Basilea | Michael Kohler                                                        | Oliver Maric (30) Rainer Bieli (30)                                | Rainer Bieli (15)                                        |
| Gossau            | Vlado Nogić (1ª-15ª, 17ª-20ª) Werner Zünd (16ª) Hans Kodric (21ª-30ª) | Darko Damjanovic (29)                                              | Ifraim Alija (6)                                         |
| La Chaux-de-Fonds | Stefano Maccoppi                                                      | Kiliann Witschi (29)                                               | Marcos de Azevedo (9)                                    |
| Locarno           | Paul Schönwetter (1ª-21ª) Livio Bordoli (22ª-30ª)                     | Riccardo Di Benedetto (30)                                         | Dante Senger (13)                                        |
| Losanna           | Thierry Cotting (1ª-10ª) John Dragani (11ª-30ª)                       | Alexandre Pasche (29) Kamel Boughanem (29)                         | Kamel Boughanem (15)                                     |
| Lugano            | Simone Boldini                                                        | Carlos da Silva (29) Michele Maggetti (29) Philippe Montandon (29) | Vincenzo Rennella (24)                                   |
| San Gallo         | Ulrich Forte                                                          | Daniel Lopar (29) Lukas Schenkel (29) Cesar Fernando (29)          | Moreno Merenda (22)                                      |
| Sciaffusa         | Fabian Müller                                                         | Allmir Ademi (29) Enzo Todisco (29)                                | Allmir Ademi (11)                                        |
| Servette          | Michel Sauthier (1ª-7ª) Gérard Castella (8ª-30ª)                      | Tibert Pont (27)                                                   | Matias Vitkieviez (7)                                    |
| Stade Nyonnais    | Arpad Soos                                                            | Tshitumba N'Gindu (30) Yves Miéville (30)                          | Paulo Sousa (7)                                          |
| Thun              | Hansruedi Baumann (1ª-27ª) Eric Zürcher (28ª-30ª)                     | Stefan Glarner (29) David Blumer (29)                              | David Blumer (12)                                        |
| Wil               | Didi Münstermann                                                      | Davide Taini (29)                                                  | Sílvio Carlos de Oliveira (10)                           |
| Winterthur        | Mathias Walther                                                       | Nick von Niederhäusern (30)                                        | Tomo Barlecaj (10)                                       |
| Wohlen            | Martín Rueda                                                          | Simon Roduner (30)                                                 | Alain Schultz (11)                                       |
| Yverdon           | Vittorio Bevilacqua                                                   | Khaled Gourmi (30) Andy Laugeois (30)                              | Mbala Mbuta Biscotte (12)                                |

## Classifica finale
|  | Pos. | Squadra           | Pt | G  | V  | N  | P  | GF | GS | DR  |
|  | ---- | ----------------- | -- | -- | -- | -- | -- | -- | -- | --- |
|  | 1.   | San Gallo         | 78 | 30 | 25 | 3  | 2  | 78 | 22 | +56 |
|  | 2.   | Lugano            | 70 | 30 | 22 | 4  | 4  | 72 | 30 | +42 |
|  | 3.   | Wil               | 51 | 30 | 14 | 9  | 7  | 41 | 25 | +16 |
|  | 4.   | Yverdon           | 51 | 30 | 14 | 9  | 7  | 52 | 41 | +11 |
|  | 5.   | Bienne            | 47 | 30 | 14 | 5  | 11 | 58 | 53 | +5  |
|  | 6.   | Wohlen            | 45 | 30 | 13 | 6  | 11 | 43 | 47 | -4  |
|  | 7.   | Losanna           | 41 | 30 | 11 | 8  | 11 | 41 | 43 | -2  |
|  | 8.   | Concordia Basilea | 40 | 30 | 11 | 7  | 12 | 48 | 51 | -3  |
|  | 9.   | Thun              | 38 | 30 | 11 | 5  | 14 | 54 | 65 | -9  |
|  | 10.  | Winterthur        | 36 | 30 | 9  | 9  | 12 | 46 | 46 | 0   |
|  | 11.  | Sciaffusa         | 34 | 30 | 8  | 10 | 12 | 40 | 45 | -5  |
|  | 12.  | La Chaux-de-Fonds | 33 | 30 | 9  | 6  | 15 | 39 | 46 | -7  |
|  | 13.  | Servette          | 31 | 30 | 7  | 10 | 13 | 31 | 46 | -15 |
|  | 14.  | Stade Nyonnais    | 28 | 30 | 8  | 4  | 18 | 26 | 56 | -30 |
|  | 15.  | Locarno           | 26 | 30 | 7  | 5  | 18 | 46 | 57 | -9  |
|  | 16.  | Gossau            | 19 | 30 | 5  | 4  | 21 | 27 | 69 | -42 |

Legenda:
      Promosso in Super League 2009-2010.
      Retrocesso in Prima Lega 2009-2010 (calcio).
Regolamento:
Tre punti a vittoria, uno a pareggio, zero a sconfitta.
In caso di arrivo di due o più squadre a pari punti, la graduatoria finale verrà stilata secondo la classifica avulsa tra le squadre interessate che prevede, in ordine, i seguenti criteri:
- Punti negli scontri diretti
- Differenza reti negli scontri diretti
- Differenza reti generale
- Reti realizzate in generale
- Sorteggio

## Risultati

### Tabellone
Ogni riga indica i risultati casalinghi della squadra segnata a inizio della riga, contro le squadre segnate colonna per colonna (che invece avranno giocato l'incontro in trasferta). Al contrario, leggendo la colonna di una squadra si avranno i risultati ottenuti dalla stessa in trasferta, contro le squadre segnate in ogni riga, che invece avranno giocato l'incontro in casa.
|                   | BIE  | CON  | GOS  | LA   | LOC  | LOS  | LUG  | SAN  | SCI  | SER  | STA  | THU  | WIL  | WIN  | WOH  | YVE  |
| ----------------- | ---- | ---- | ---- | ---- | ---- | ---- | ---- | ---- | ---- | ---- | ---- | ---- | ---- | ---- | ---- | ---- |
| Bienna            | –––– | 1-1  | 4-1  | 1-5  | 2-1  | 2-4  | 0-3  | 1-2  | 4-1  | 2-0  | 4-2  | 3-2  | 2-1  | 2-0  | 5-1  | 1-2  |
| Concordia Basilea | 1-1  | –––– | 2-1  | 0-4  | 2-0  | 3-1  | 2-3  | 0-1  | 3-0  | 3-1  | 2-1  | 1-3  | 3-4  | 3-3  | 3-2  | 2-2  |
| Gossau            | 1-3  | 0-1  | –––– | 0-1  | 0-4  | 0-0  | 0-1  | 1-3  | 1-0  | 0-3  | 2-3  | 4-3  | 0-0  | 0-1  | 2-0  | 0-4  |
| La Chaux-de-Fonds | 1-0  | 2-1  | 3-1  | –––– | 1-3  | 0-2  | 1-2  | 2-2  | 1-1  | 1-1  | 0-2  | 0-1  | 0-1  | 0-2  | 1-1  | 2-4  |
| Locarno           | 1-2  | 3-1  | 3-4  | 2-2  | –––– | 0-3  | 3-4  | 1-2  | 0-0  | 1-1  | 3-0  | 4-1  | 0-1  | 1-4  | 3-5  | 0-0  |
| Losanna           | 3-1  | 2-3  | 1-1  | 2-1  | 2-0  | –––– | 1-1  | 0-5  | 3-3  | 0-1  | 1-0  | 3-1  | 0-0  | 1-1  | 1-3  | 3-1  |
| Lugano            | 3-1  | 2-0  | 4-0  | 3-0  | 2-0  | 1-0  | –––– | 3-1  | 4-0  | 0-1  | 4-0  | 3-1  | 0-2  | 4-1  | 2-0  | 2-0  |
| San Gallo         | 4-0  | 2-0  | 4-1  | 4-0  | 1-0  | 4-0  | 2-1  | –––– | 2-1  | 2-0  | 3-0  | 2-1  | 0-0  | 3-2  | 4-0  | 4-0  |
| Sciaffusa         | 0-1  | 2-4  | 5-0  | 1-1  | 2-1  | 0-0  | 2-2  | 0-1  | –––– | 0-0  | 3-0  | 2-2  | 1-3  | 3-0  | 2-2  | 1-0  |
| Servette          | 1-5  | 0-0  | 4-0  | 3-2  | 2-5  | 1-1  | 1-4  | 1-4  | 1-2  | –––– | 0-0  | 4-1  | 1-1  | 0-0  | 0-0  | 1-1  |
| Stade Nyonnais    | 2-4  | 0-0  | 1-3  | 1-2  | 1-0  | 0-2  | 0-2  | 1-4  | 3-1  | 1-0  | –––– | 0-2  | 1-0  | 2-1  | 1-3  | 1-3  |
| Thun              | 2-2  | 1-0  | 4-1  | 0-4  | 2-1  | 2-0  | 4-4  | 4-2  | 0-3  | 3-0  | 1-1  | –––– | 2-1  | 2-4  | 1-2  | 2-4  |
| Wil               | 3-0  | 2-0  | 2-1  | 1-0  | 2-3  | 2-0  | 3-4  | 1-1  | 2-1  | 0-1  | 0-0  | 2-0  | –––– | 1-1  | 3-0  | 1-2  |
| Winterthur        | 1-1  | 4-5  | 2-1  | 0-1  | 2-0  | 4-1  | 2-2  | 0-2  | 1-3  | 1-0  | 1-2  | 1-3  | 0-0  | –––– | 1-2  | 1-1  |
| Wohlen            | 3-2  | 2-1  | 2-0  | 2-0  | 3-1  | 0-3  | 0-1  | 1-3  | 0-0  | 3-2  | 2-0  | 2-2  | 0-1  | 0-0  | –––– | 1-0  |
| Yverdon           | 1-1  | 1-1  | 1-1  | 2-1  | 2-2  | 2-1  | 2-1  | 0-4  | 3-0  | 3-0  | 3-0  | 5-1  | 1-1  | 0-4  | 2-1  | –––– |

## Spareggi

### Spareggio promozione/retrocessione
Allo spareggio sono ammesse la nona classificata in Super League e la seconda classificata in Challenge League.
|         | Risultati |         | Luogo e data            |
| ------- | --------- | ------- | ----------------------- |
| Lugano  | 1-0       | Lucerna | Lugano, 10 giugno 2009  |
| Lucerna | 5-0       | Lugano  | Lucerna, 13 giugno 2009 |
|         |           |         |                         |

## Statistiche

### Squadre

#### Capoliste solitarie
|    | —— | —— | ——        | ——        | ——        | ——     | ——     | ——     | ——     | ——     | ——     | ——     | ——  | ——  | ——  | ——  | ——  | ——        | ——        | ——        | ——        | ——        | ——        | ——        | ——        | ——        | ——        | ——        | ——        | —— |  |
|    |    |    | San Gallo | San Gallo | San Gallo | Lugano | Lugano | Lugano | Lugano | Lugano | Lugano | Lugano |     |     |     |     |     | San Gallo | San Gallo | San Gallo | San Gallo | San Gallo | San Gallo | San Gallo | San Gallo | San Gallo | San Gallo | San Gallo | San Gallo |    |  |
|    |    |    |           |           |           |        |        |        |        |        |        |        |     |     |     |     |     |           |           |           |           |           |           |           |           |           |           |           |           |    |  |
|    |    |    |           |           |           |        |        |        |        |        |        |        |     |     |     |     |     |           |           |           |           |           |           |           |           |           |           |           |           |    |  |
| 1ª | 2ª | 3ª | 4ª        | 5ª        | 6ª        | 7ª     | 8ª     | 9ª     | 10ª    | 11ª    | 12ª    | 13ª    | 14ª | 15ª | 16ª | 17ª | 18ª | 19ª       | 20ª       | 21ª       | 22ª       | 23ª       | 24ª       | 25ª       | 26ª       | 27ª       | 28ª       | 29ª       | 30ª       |    |  |

#### Classifica in divenire
|                   | 1ª | 2ª | 3ª | 4ª | 5ª | 6ª | 7ª | 8ª | 9ª | 10ª | 11ª | 12ª | 13ª | 14ª | 15ª | 16ª | 17ª | 18ª | 19ª | 20ª | 21ª | 22ª | 23ª | 24ª | 25ª | 26ª | 27ª | 28ª | 29ª | 30ª |
|                   |    |    |    |    |    |    |    |    |    |     |     |     |     |     |     |     |     |     |     |     |     |     |     |     |     |     |     |     |     |     |
| ----------------- | -- | -- | -- | -- | -- | -- | -- | -- | -- | --- | --- | --- | --- | --- | --- | --- | --- | --- | --- | --- | --- | --- | --- | --- | --- | --- | --- | --- | --- | --- |
| Bienna            | 3  | 6  | 7  | 7  | 7  | 10 | 13 | 13 | 16 | 16  | 16  | 19  | 22  | 25  | 25  | 28  | 29  | 29  | 30  | 33  | 36  | 36  | 37  | 40  | 40  | 41  | 44  | 47  | 47  | 47  |
| Concordia Basilea | 0  | 1  | 2  | 5  | 6  | 6  | 9  | 10 | 13 | 13  | 13  | 16  | 16  | 17  | 20  | 21  | 22  | 22  | 25  | 25  | 28  | 31  | 31  | 31  | 31  | 34  | 34  | 34  | 37  | 40  |
| Gossau            | 3  | 3  | 4  | 4  | 4  | 7  | 7  | 7  | 7  | 7   | 7   | 8   | 8   | 11  | 11  | 12  | 13  | 13  | 13  | 13  | 13  | 13  | 16  | 19  | 19  | 19  | 19  | 19  | 19  | 19  |
| La Chaux-de-Fonds | 0  | 0  | 0  | 1  | 1  | 1  | 1  | 4  | 4  | 7   | 10  | 11  | 12  | 12  | 15  | 15  | 18  | 19  | 22  | 23  | 23  | 26  | 26  | 29  | 32  | 32  | 32  | 32  | 33  | 33  |
| Losanna           | 3  | 6  | 7  | 8  | 8  | 8  | 9  | 12 | 13 | 13  | 16  | 16  | 16  | 16  | 19  | 19  | 20  | 20  | 23  | 24  | 25  | 28  | 28  | 29  | 32  | 32  | 32  | 35  | 38  | 41  |
| Locarno           | 0  | 0  | 3  | 3  | 3  | 3  | 3  | 3  | 3  | 4   | 7   | 8   | 8   | 8   | 11  | 12  | 12  | 15  | 15  | 15  | 15  | 15  | 15  | 16  | 17  | 20  | 23  | 23  | 26  | 26  |
| Lugano            | 3  | 6  | 7  | 10 | 13 | 16 | 19 | 22 | 25 | 28  | 31  | 34  | 37  | 37  | 40  | 43  | 46  | 49  | 49  | 52  | 53  | 56  | 59  | 60  | 61  | 64  | 67  | 67  | 70  | 70  |
| Sciaffusa         | 0  | 3  | 6  | 7  | 10 | 10 | 11 | 11 | 11 | 14  | 14  | 17  | 18  | 18  | 18  | 19  | 20  | 21  | 22  | 22  | 23  | 23  | 26  | 26  | 27  | 30  | 31  | 31  | 34  | 34  |
| San Gallo         | 3  | 6  | 9  | 12 | 15 | 18 | 18 | 21 | 24 | 27  | 30  | 31  | 34  | 37  | 40  | 43  | 46  | 49  | 52  | 53  | 56  | 59  | 62  | 65  | 68  | 69  | 72  | 75  | 75  | 78  |
| Thun              | 3  | 3  | 4  | 7  | 7  | 10 | 13 | 14 | 17 | 20  | 20  | 20  | 23  | 23  | 23  | 26  | 26  | 26  | 27  | 30  | 30  | 30  | 30  | 31  | 31  | 32  | 32  | 32  | 35  | 38  |
| Wil               | 0  | 3  | 6  | 7  | 7  | 10 | 11 | 11 | 14 | 15  | 18  | 19  | 19  | 19  | 19  | 20  | 23  | 26  | 29  | 32  | 32  | 33  | 36  | 37  | 40  | 41  | 42  | 45  | 48  | 51  |
| Winterthur        | 3  | 6  | 9  | 9  | 12 | 15 | 15 | 16 | 16 | 17  | 17  | 17  | 17  | 18  | 18  | 19  | 19  | 22  | 25  | 26  | 27  | 30  | 31  | 32  | 33  | 33  | 33  | 36  | 36  | 36  |
| Wohlen            | 0  | 0  | 0  | 3  | 6  | 6  | 9  | 10 | 10 | 13  | 16  | 19  | 20  | 23  | 26  | 26  | 26  | 26  | 26  | 26  | 29  | 32  | 35  | 35  | 36  | 37  | 38  | 41  | 42  | 45  |
| Servette          | 0  | 0  | 0  | 0  | 1  | 1  | 1  | 4  | 5  | 5   | 5   | 5   | 6   | 9   | 12  | 13  | 14  | 15  | 15  | 16  | 16  | 17  | 20  | 20  | 21  | 22  | 25  | 28  | 28  | 31  |
| Stade Nyonnais    | 0  | 0  | 0  | 3  | 6  | 6  | 7  | 8  | 8  | 8   | 8   | 8   | 11  | 14  | 14  | 14  | 17  | 18  | 18  | 21  | 24  | 24  | 24  | 25  | 25  | 25  | 28  | 28  | 28  | 28  |
| Yverdon           | 3  | 4  | 4  | 4  | 7  | 10 | 13 | 14 | 17 | 18  | 21  | 22  | 25  | 28  | 28  | 29  | 29  | 32  | 33  | 34  | 37  | 37  | 37  | 38  | 41  | 44  | 45  | 48  | 48  | 51  |

#### Classifiche di rendimento

##### Rendimento andata-ritorno
| Andata            | Andata | Ritorno           | Ritorno |
|                   |        |                   |         |
| San Gallo         | 40     | San Gallo         | 38      |
| Lugano            | 40     | Wil               | 32      |
| Yverdon           | 28     | Lugano            | 30      |
| Wohlen            | 26     | Yverdon           | 23      |
| Bienna            | 25     | Losanna           | 22      |
| Thun              | 23     | Bienna            | 22      |
| Concordia Basilea | 20     | Concordia Basilea | 20      |
| Wil               | 19     | Servette          | 19      |
| Losanna           | 19     | Wohlen            | 19      |
| Sciaffusa         | 18     | Winterthur        | 18      |
| Winterthur        | 18     | La Chaux-de-Fonds | 18      |
| La Chaux-de-Fonds | 15     | Sciaffusa         | 16      |
| Stade Nyonnais    | 14     | Locarno           | 15      |
| Servette          | 12     | Thun              | 15      |
| Locarno           | 11     | Stade Nyonnais    | 14      |
| Gossau            | 11     | Gossau            | 8       |

##### Rendimento casa-trasferta
| Casa              | Casa | Trasferta         | Trasferta |
|                   |      |                   |           |
| San Gallo         | 43   | San Gallo         | 35        |
| Lugano            | 39   | Lugano            | 31        |
| Yverdon           | 29   | Wil               | 24        |
| Bienna            | 28   | Yverdon           | 22        |
| Wil               | 27   | La Chaux-de-Fonds | 20        |
| Wohlen            | 27   | Winterthur        | 20        |
| Concordia Basilea | 24   | Bienna            | 19        |
| Thun              | 24   | Losanna           | 18        |
| Losanna           | 23   | Wohlen            | 18        |
| Sciaffusa         | 21   | Concordia Basilea | 16        |
| Winterthur        | 16   | Servette          | 15        |
| Servette          | 16   | Thun              | 14        |
| Stade Nyonnais    | 16   | Locarno           | 13        |
| Locarno           | 13   | Sciaffusa         | 13        |
| La Chaux-de-Fonds | 13   | Stade Nyonnais    | 12        |
| Gossau            | 11   | Gossau            | 8         |

#### Primati stagionali
Squadre
- Maggior numero di vittorie: San Gallo (25)
- Maggior numero di pareggi: Servette, Sciaffusa (10)
- Maggior numero di sconfitte: Gossau (21)
- Minor numero di vittorie: Gossau (5)
- Minor numero di pareggi: San Gallo (3)
- Minor numero di sconfitte: San Gallo (2)
- Miglior attacco: San Gallo (78 gol fatti)
- Peggior attacco: Stade Nyonnais (26 gol fatti)
- Miglior difesa: San Gallo (22 gol subiti)
- Peggior difesa: Gossau (69 gol subiti)
- Miglior differenza reti: San Gallo (+56)
- Peggior differenza reti: Gossau (-42)
- Miglior serie positiva: San Gallo (21, 8ª-28ª)
- Peggior serie negativa: Gossau (6, 25ª-30ª) , Locarno (6, 4ª-9ª)
- Maggior numero di vittorie consecutive: Lugano (10, 4ª-13ª)

Partite
- Più gol (9):

Winterthur-Concordia Basilea 4-5, 23 maggio 2009
- Maggior scarto di gol (5): Sciaffusa-Gossau 5-0
- Maggior numero di reti in una giornata: 38 gol nella 7ª giornata
- Minor numero di reti in una giornata: 15 gol nella 8ª giornata, 15 gol nella 17ª giornata
- Maggior numero di espulsioni in una giornata: 6 in 5ª giornata

### Individuali

#### Classifica marcatori
| Gol | Rigori |  | Giocatore                 | Squadra           |
| --- | ------ |  | ------------------------- | ----------------- |
| 24  | 3      |  | Vincenzo Rennella         | Lugano            |
| 22  | 3      |  | Moreno Merenda            | San Gallo         |
| 17  | 4      |  | Franck Madou              | Bienna            |
| 15  | 3      |  | Rainer Bieli              | Concordia Basilea |
| 15  | 8      |  | Kamel Boughanem           | Losanna           |
| 14  | 2      |  | Moreno Costanzo           | San Gallo         |
| 13  | 0      |  | Dante Senger              | Locarno           |
| 12  | 2      |  | Mbala Mbuta Biscotte      | Yverdon           |
| 12  | 1      |  | David Blumer              | Thun              |
| 11  | 3      |  | Allmir Ademi              | Sciaffusa         |
| 11  | 0      |  | Bruno Valente             | Lugano            |
| 11  | 1      |  | Alain Schultz             | Wohlen            |
| 10  | 1      |  | Tomo Barlecaj             | Winterthur        |
| 10  | 1      |  | Carlos da Silva           | Lugano            |
| 10  | 1      |  | Sílvio Carlos de Oliveira | Wil               |
| 10  | 0      |  | Milaim Rama               | Thun              |

#### Media spettatori
| Club              | Pos. | Media  | Totale  | Abbonamenti |
| ----------------- | ---- | ------ | ------- | ----------- |
| San Gallo         | 1    | 12 470 | 187 044 |             |
| Thun              | 2    | 2 662  | 39 933  |             |
| Servette          | 3    | 2 427  | 36 407  |             |
| Winterthur        | 4    | 2 120  | 31 800  |             |
| Losanna           | 5    | 1 510  | 22 644  |             |
| Lugano            | 6    | 1 349  | 20 238  |             |
| Bienna            | 7    | 1 329  | 19 936  |             |
| Wil               | 8    | 1 328  | 19 920  |             |
| Yverdon           | 9    | 1 296  | 19 435  |             |
| Wohlen            | 10   | 1 166  | 17 490  |             |
| Sciaffusa         | 11   | 1 110  | 16 653  |             |
| Locarno           | 12   | 860    | 12 905  |             |
| Stade Nyonnais    | 13   | 763    | 11 445  |             |
| Concordia Basilea | 14   | 749    | 11 240  |             |
| Gossau            | 15   | 738    | 11 070  |             |
| La Chaux-de-Fonds | 16   | 410    | 6 155   |             |

#### Arbitri
- Alain Bieri (15)
- Marco Speranda (13)
- Cyril Zimmermann (13)
- David Devouge (12)
- Patrick Graf (12)
- Bruno Grossen (12)
- Nikolaj Hänni (12)
- Jérôme Laperrière (12)
- Daniel Wermelinger (12)
- Sascha Amhof (11)
- Ludovic Gremaud (11)
- Adrien Jaccottet (10)
- Damien Carrell (9)
- Stephan Klossner (9)
- Sascha Kever (8)
- Stéphan Studer (8)

- René Rogalla (7)
- Carlo Bertolini (5)
- Claudio Circhetta (5)
- Remo Lanfranchi (5)
- Giosia Poma (5)
- Patrick Winter (5)
- Massimo Busacca (4)
- Stefano Meroni (4)
- Nicole Petignat (4)
- Klaus Rogalla (4)
- Martin Schneider (4)
- Frederic Studer (4)
- Luca Gut (3)
- Abdulrahman Hussain (1)